# Guillaume-Antoine Delfaud
Pour les articles homonymes, voir Guillaume Delfau.
Guillaume-Antoine Delfaud ou Guillaume Delfaud ou Delfau (né en 1733 à L'Étang-de-Lol, Daglan, (Dordogne) - mort le 2 septembre 1792 à Paris) est un religieux jésuite français. Élu député du clergé aux États généraux de 1789, d'abord favorable au début de la Révolution, il s'oppose ensuite à la constitution civile du clergé. Arrêté, il est tué en prison. Il est reconnu martyr et bienheureux par l'Église catholique.

## Biographie
Guillaume-Antoine Delfaud étudie la théologie avant son ordination, lorsque la Compagnie de Jésus est supprimée (1773). Il achève sa formation et devient professeur au séminaire de Sarlat.
Archiprêtre de Daglan (Dordogne), Guillaume-Antoine Delfaud est élu en 1789 député du clergé aux États généraux. Il vote avec le tiers état, contre les privilèges[réf. souhaitée]. Selon Robert et Cougny, il se montre peu favorable aux changements et participe peu aux débats. Il refusa la constitution civile du clergé, restant fidèle à Rome, geste mal vu. Il écrit une lettre ouverte dénonçant le mouvement anti-catholique, et se tient dès lors dans une attitude d'opposition à la Révolution. Dénoncé, puis arrêté, il est enfermé dans la prison des Carmes, où il périt, avec 116 autres prêtres réfractaires tout comme Armand-Anne-Auguste-Antonin Sicaire de Chapt de Rastignac des massacres de Septembre 1792. Une des personnalités victimes du massacre sera un ministre sous Louis XVI Claude Antoine de Valdec de Lessart Reconnu comme martyr par l'Église, il est béatifié le 17 octobre 1926, par le pape Pie XI, en même temps que ses compagnons.

## Sources
- Ressource relative à la vie publique :   - Base Sycomore
- Ressource relative à la religion :   - GCatholic.org
- Notices d'autorité :   - VIAF
  - ISNI
  - BnF (données)
- « Guillaume Delfau », dans Adolphe Robert et Gaston Cougny, Dictionnaire des parlementaires français, Edgar Bourloton, 1889-1891 [détail de l’édition] [texte sur Sycomore]